# Фирминополис
Фирминополис (порт. Firminópolis)  —  муниципалитет в Бразилии, входит в штат Гояс. Составная часть мезорегиона Центр штата Гойас. Входит в экономико-статистический  микрорегион Аникунс. Население составляет 10 021 человек на 2006 год. Занимает площадь 406,109 км². Плотность населения — 24,7 чел./км².

## Статистика
- Валовой внутренний продукт на 2003 год составляет 40 073 222,00 реалов (данные: Бразильский институт географии и статистики).
- Валовой внутренний продукт на душу населения на 2003 год составляет 4019,38 реалов (данные: Бразильский институт географии и статистики).
- Индекс развития человеческого потенциала на 2000 год составляет 0,745 (данные: Программа развития ООН).